# سرزمین افتخار
سرزمین افتخار یک مجموعه تلویزیونی محصول سال ۱۳۴۷ به کارگردانی شجاع‌الدین مصطفی‌زاده، نویسندگی  و تهیه‌کنندگی  می‌باشد که از شبکه پخش شد.

## بازیگران
- بهزاد اشتیاقی
- پری امیرحمزه
- حسن کاخی
- رضا ژیان
- سید احمد امامیه
- محمود بهرامی
- منوچهر علیپور
- ناصر رضاخانی